# George W. Lederer
George W. Lederer (Wilkes-Barre, marzo 1862 – Jackson Heights, 8 ottobre 1938) è stato un regista, produttore cinematografico e attore statunitense del cinema muto.

## Filmografia

### Regista
- The City of Promise (1914)
- The Fight (1915)
- Sunday (1915)
- The Siren's Song (1915)
- The Decoy (1916)
- The Sin Woman (1917)
- Runaway, Romany (1917)

### Produttore
- The City of Promise, regia di George W. Lederer (1914)
- The Fight, regia di George W. Lederer (1915)
- Sunday, regia di George W. Lederer - produttore (1915)
- The Sin Woman, regia di George W. Lederer  - supervisore (1917)
- Runaway, Romany, regia di George W. Lederer - produttore (1917)

### Attore
- Her Husband's Friend, regia di Hardee Kirkland (1913)
- Their Interest in Common, regia di Rollin S. Sturgeon (1914)